# Agostino Bassi
Pour les articles homonymes, voir Bassi.
Agostino Bassi est un biologiste italien, né le 25 septembre 1773 à Mairago en Lombardie (à l’époque possession de l’empire des Habsbourg) et mort le 8 février 1856 à Lodi.

## Biographie
En 1807, il commence à étudier une maladie touchant le ver à soie, le mal del segno, connue aujourd’hui sous le nom de muscardine. La chenille se couvre d’une fine poudre blanche et meurt. Cette maladie est causée par des champignons appartenant principalement au genre Beauveria Vuillemin, 1912.
Vingt-cinq ans de recherche lui sont nécessaires pour démontrer que cette maladie est contagieuse et causée par un champignon qu’il nomme Botrytis paradoxa (aujourd’hui Beauveria bassiana). Cet organisme pathogène est transmis aux chenilles par de la nourriture contaminée. Selon un rapport présenté par Henri Dutrochet à l'Académie des sciences en 1838, l'opinion selon laquelle l'efflorescence blanche caractéristique de la muscardine est une moisissure était déjà commune en 1810; Foscarini avait montré en 1819 que la maladie était contagieuse; et la présence du champignon à l'intérieur du corps du ver malade dès avant sa mort, affirmée par Bassi, ne fut prouvée que par Audouin.
Bassi fait paraître les résultats de ses recherches dans Del mal del segno, calcinaccio o moscardino (1835) et en tire une théorie expliquant de nombreuses maladies des végétaux, des animaux et des êtres humains par des organismes pathogènes. Il préfigure ainsi les travaux de Louis Pasteur et de Robert Koch. Il décrit également comment éliminer et prévenir ce champignon. Les succès que ses prescriptions rencontrent lui valent une immense notoriété.
Il est également l'auteur de travaux sur la culture de la pomme de terre, sur le fromage, la vinification, la lèpre et le choléra.